# Fortalesa d'Alamut
La fortalesa d'Alamut fou una antiga fortalesa coneguda per ser el centre de l'estat ismaïlita nizarita, conegut com la «secta dels assassins». L'estat fou anomenat també Alamut, per la fortalesa principal.
En realitat és un conjunt de fortaleses a les valls de Rudbar i Alamut, situades en punts rocosos alts amb domini d'una àmplia visió des del cim. Cadascuna en disposava de tancs d'aigua i grans magatzems amb provisions per resistir llargs setges. La fortalesa principal, Alamut, és situada a la vora de la vila de Gāzorḵān i dona nom a tota la comarca. La fortalesa hauria estat construïda el 860 i fou dominada després pels zaydites alides i pels ismaïlites; aquests darrers la van reforçar i van construir el castell a 2.000 msnm, en un lloc només accessible per un estret camí; mai no fou conquerida per força; els ismaïlites la van prendre amb un estratagema i els mongols per rendició sense combat; els mongols la van destruir parcialment i van cremar la seva coneguda biblioteca. Sota els safàvides va servir com a presó. Progressivament fou destruïda pels habitants de la regió, que hi buscaven un suposat tresor amagat.
Un altre castell important, Maymūn-dez, descobert el 1960 per Willey, està proper a Moʿallem Kalāya, i fou construït el 1126, format per una sèrie de coves artificials excavades en una paret de roca inaccessible, protegides per fortificacions exteriors avui desaparegudes. Una construcció similar es troba a Andaj, a uns quilòmetres a l'est. Un complex de castells és a Lamasar, a 30 km d'Alamut, al nord de la vila de Šahrestān, ocupat pels ismaïlites poc després d'Alamut. La resta de fortaleses, destinades a la vigilància de les rutes cap a Alamut, són petites, excepte la que vigilava el pas Majil, allunyada d'Alamut; les principals en són Šīr Kūh (a la confluència del riu Alamut amb el riu Talakan), Navīsar Šāh i Elān; la majoria de les fortaleses de la zona pertanyeren als ismaïlites.

## Daïs de Daylam a Alamut
Daïs suprems ismaïlites-nizarites (1090-1256)
- Hasan-i Sabbah (1090–1124)
- Buzurg-Ummid (1124–1138)
- Muhàmmad I d'Alamut (1138–1162)
- Hàssan II d'Alamut (1162–1166)
- Nur-ad-Din Muhàmmad II (1166–1210)
- Hàssan III d'Alamut (1210–1221)
- Muhammad III d'Alamut (1221–1255)
- Rukn-ad-Din Khurxah (1255–1256)